# Antoine Coypel
Antoine Coypel (Parigi, 11 aprile 1661 – Parigi, 7 gennaio 1722) è stato un pittore e decoratore francese.
Fu pittore di corte, prima per il duca di Orléans e poi per il re di Francia. Fu direttore dell'Académie royale de peinture et de sculpture.

## Biografia
Antoine Coypel era figlio del pittore Noël Coypel e da questi fu iniziato all'arte e ne apprese i segreti. Seguì suo padre anche a Roma, dove risiedette per quattro anni, completando così la sua formazione, e dove fu grandemente colpito dalla scuola barocca italiana e in particolare romana. Tornato a Parigi, dopo qualche anno divenne membro dell'Accademia reale di pittura e scultura della quale, nel 1714, fu nominato Direttore. Due anni più tardi ricevette il titolo di "Primo pittore del Re". Antoine Coypel si spense a Parigi all'età di 61 anni.
Coypel fu in prevalenza un autore di soggetti storici, ma anche un eccellente decoratore: la sua opera più rappresentativa è la decorazione del soffitto della cappella del Castello di Versailles, terminata nel 1716 e realizzata in chiaro stile barocco romano. Fra il 1714 e il 1717 portò a compimento anche delle tele di grandi dimensioni sul tema dell'Eneide per il Palazzo reale. Trovò anche il tempo per scrivere alcuni testi, i Discours prononcés dans les conférences de l’Académie royale de Peinture, a commento delle proprie opere. Lavorò altresì in stretta collaborazione con diversi incisori, per la trasposizione dei suoi quadri. Suo figlio Charles-Antoine Coypel, così come il suo fratellastro Noël-Nicolas Coypel, furono anch'essi pittori, mentre lo scultore François Dumont era suo cognato.

## Alcune opere
- La morte di Didone, 1714 - 1717, Museo Fabre, Montpellier.
- Il riposo di Diana, Museo dipartimentale d'Arte antica e contemporanea, Épinal.
- L'Invio di Abramo.
- Eliezer e Rebecca, 1701, olio su tela, Museo del Louvre.
- Ritratto di Democrito, 1692, olio su tela, Museo del Louvre.
- Lo svenimento di Ester, c. 1704, olio su tela, Museo del Louvre.
- Atalia scacciata dal tempio, 1697, Museo del Louvre.
- Gesù servito dagli Angeli, Museo di Belle arti e Archeologia, Châlons-en-Champagne.
- Adrienne Lecouvreur nel ruolo di Cornelia (da "La morte di Pompeo", di Pierre Corneille), pastello, 1726.

## Galleria d'immagini

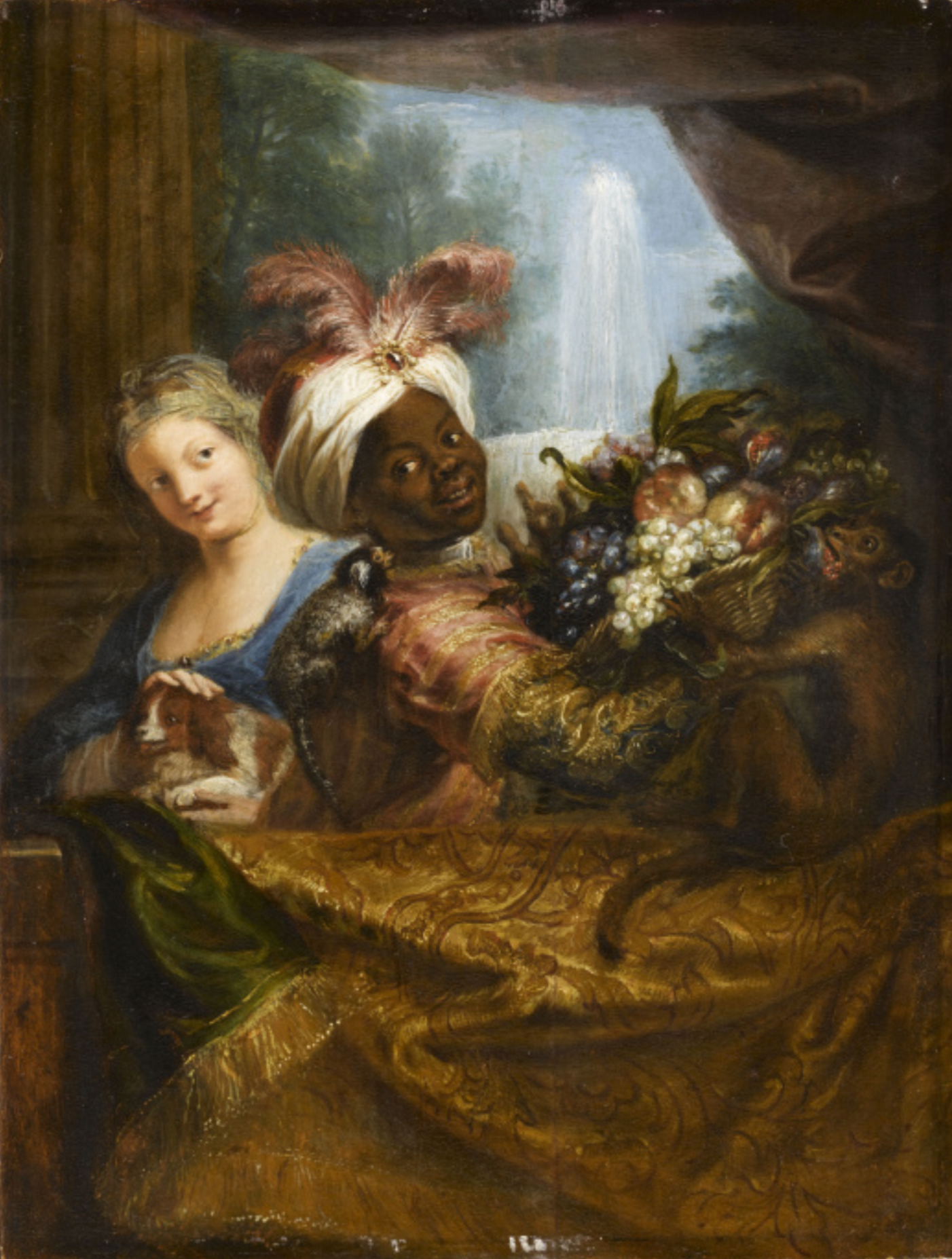
Giovane ragazzo nero con un cesto di frutta e una ragazza che accarezza un cane
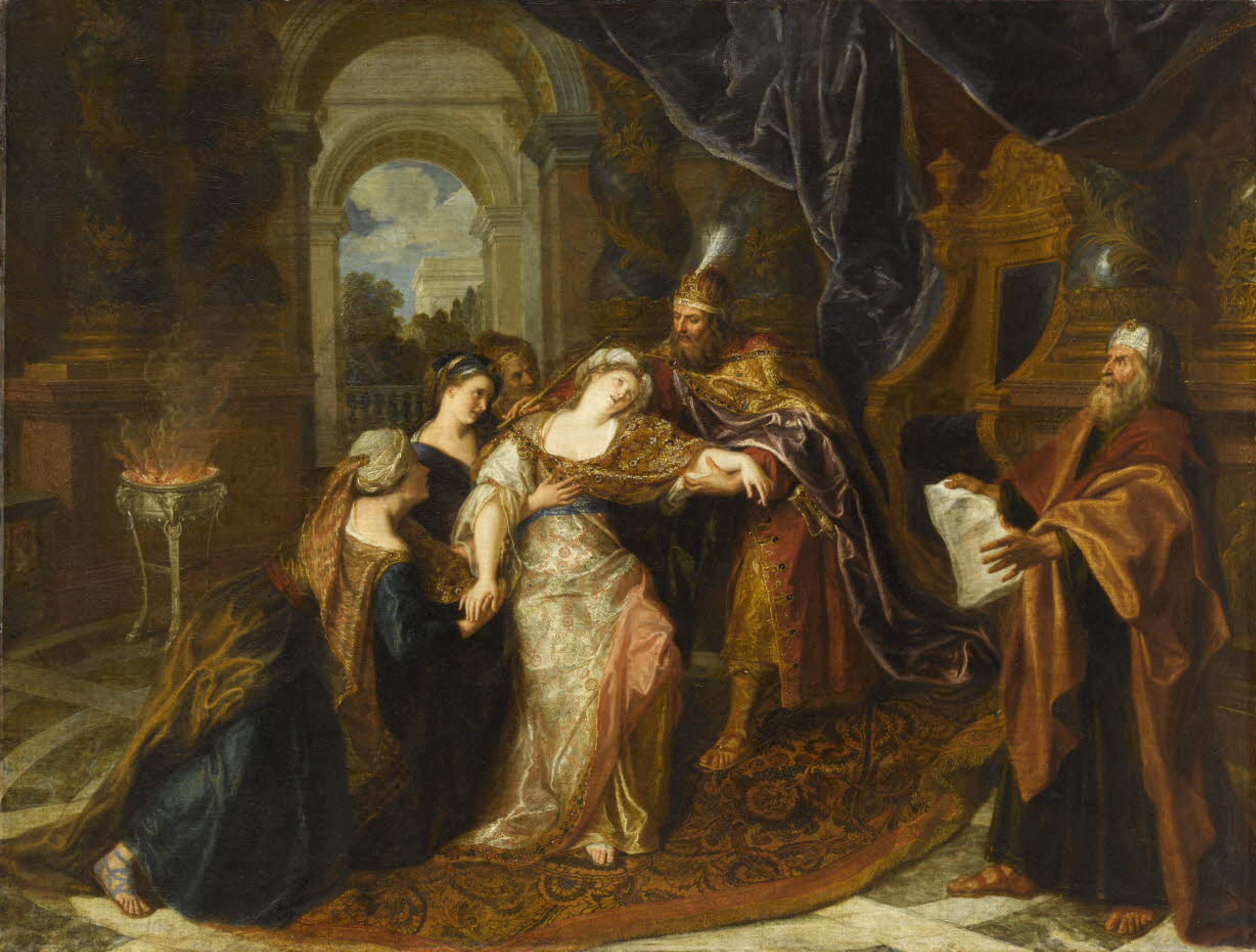
Lo svenimento di Ester
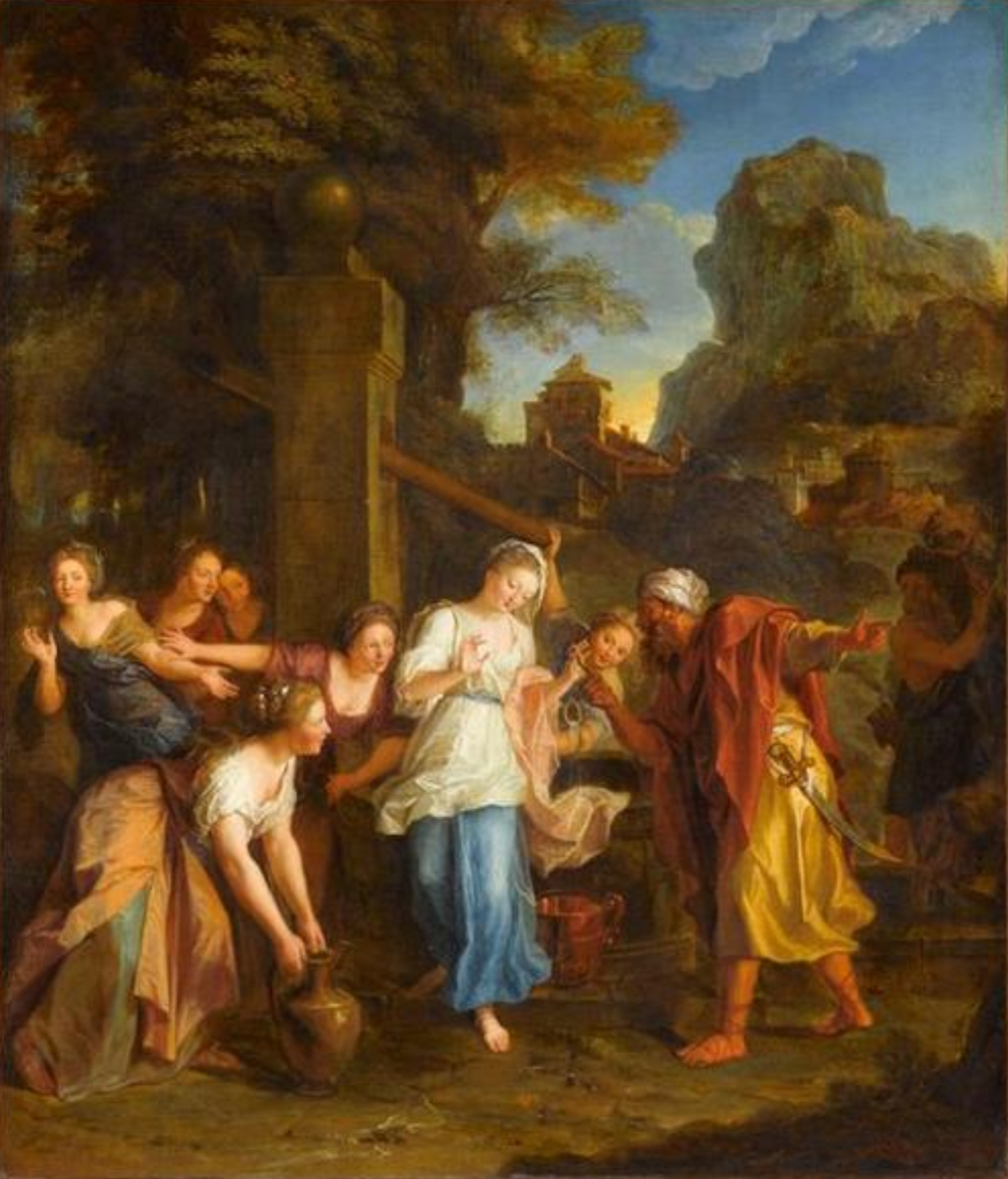
Eliezer e Rebecca
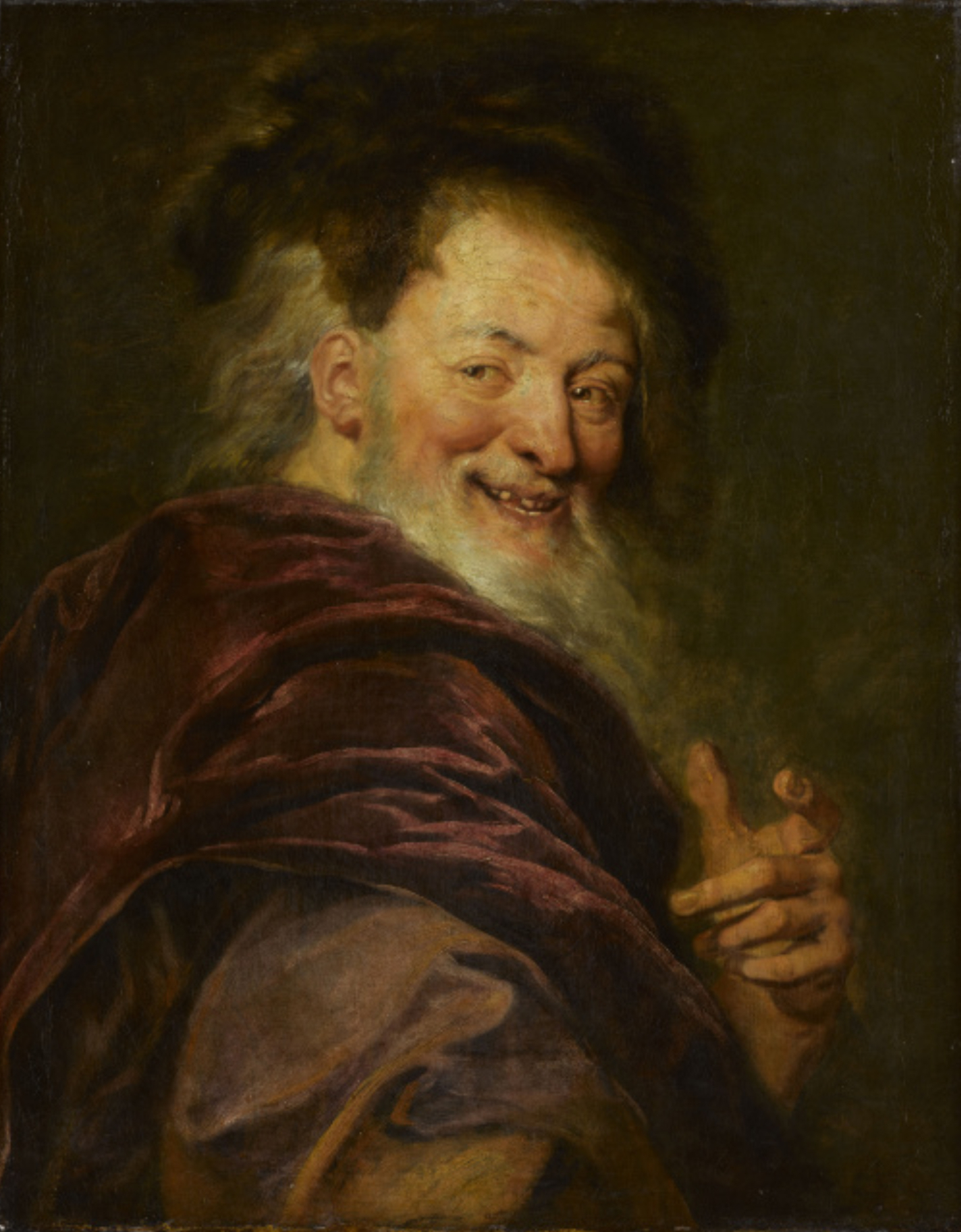
Ritratto di Democrito
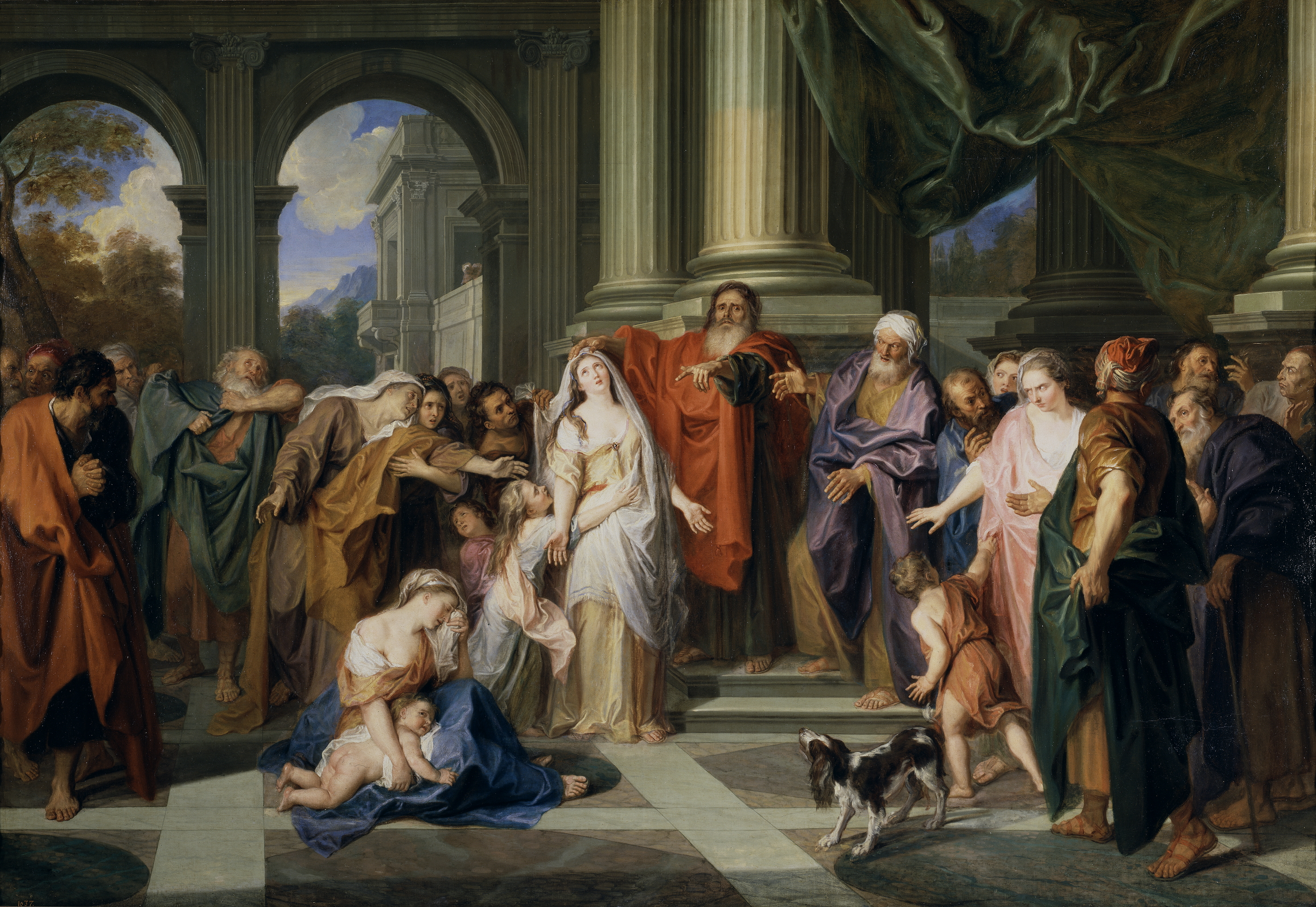
Susanna accusata di adulterio